# گرجس کپدویل
گرجس کپدویل (انگلیسی: Georges Capdeville؛ ۳۰ اکتبر ۱۸۹۹ – ۲۴ فوریهٔ ۱۹۹۱) یک داور فوتبال اهل فرانسه بود. او همچنین فینال جام جهانی فوتبال ۱۹۳۸ را داوری کرده‌است؛ و تنها داوری است که یک فینال جام جهانی را در کشور خودش داوری می‌کند.